# Thomas Carper
Thomas Richard Carper, detto Tom (Beckley, 23 gennaio 1947), è un politico statunitense, senatore per lo stato del Delaware dal 2001 al 2025 ed in precedenza governatore dello stesso stato dal 1993 al 2001. Inoltre, ancor prima Carper è stato membro della Camera dei Rappresentanti per lo stato del Delaware dal 1983 al 1993.